# Far Cry Primal
Far Cry Primal — відеогра жанру action-adventure з відкритим світом студії Ubisoft Montreal за підтримки Ubisoft Toronto, Ubisoft Kyiv та Ubisoft Shanghai для платформ PlayStation 4, Xbox One і PC.
Вихід гри на PlayStation 4 і Xbox One відбувся 23 лютого 2016 року. Версія для Microsoft Windows з'явилася 1 березня 2016 року. На відміну від інших ігор серії Far Cry, події Far Cry Primal відбуваються у кам'яну добу, за десять тисяч років до нашої ери.

## Сюжет та ігровий процес
Гра зображає світ Орос, що існував десять тисяч років тому в часи початку епохи мезоліту, де племенам для свого виживання кожний день потрібно боротись із силами природи, а також між собою. Гравець бере на себе роль мисливця на ім'я Такар, він останній представник винищеного племені, який подорожує по Оросу, щоб помститися за свій народ.
Події Far Cry Primal відбуваються в доісторичні часи, тому звичні для серії ігор Far Cry сучасні види зброї та транспорту в грі не будуть присутні . Для гравців буде передбачена тільки зброя для ведення ближнього бою: списи, кийки, сокири та зброя з невеликою дальністю дії, наприклад луки. При цьому зброю не можна буде придбати, гравцям доведеться самостійно створювати її використовуючи підручні предмети, такі як дерево і камінь. З часом головний герой навчатиметься створювати більш смертоносну та ефективну зброю. Крім сокир, списів і луків, Такар зможе використовувати проти ворогів приручених звірів, серед яких шаблезубі тигри, печерні ведмеді та вовки. Ручна сова Такара виконує функції розвідниці, дає змогу виявляти ворогів здалеку. Якщо одна з тваринок Такара загине, її можна буде воскресити, знайшовши й використавши спеціальний предмет. Такар буде вести такий спосіб життя, який притаманний людині з кам'яної доби: полювати на звірів, майструвати з різних матеріалів знаряддя й одяг, а також вести війни з іншими племенами. В Оросі є різні регіони з різним кліматом і різними небезпеками для гравця, наприклад у засніжених холодних областях Такар може замерзнути, тому там йому необхідно час від часу грітися біля вогнища.

## Розробка
Розробкою гри займається Ubisoft Montreal за участю Ubisoft Toronto, Ubisoft Ukraine та Ubisoft Shanghai. В інтерв'ю до IGN відповідаючи на питання, чи буде до Far Cry 4 доповнення, як наприклад Blood Dragon до Far Cry 3, Alex Hutchinson, креативний директор, повідомив, що компанія не планує сиквелу до гри, але сподіваються здивувати гравців чимось іншим. 5 січня 2015 року Ubisoft провела опитування, в якому поцікавилася у гравців, що вони хотіли би побачити у Far Cry-сеттінгу. Серед тем були: вампіри, зомбі, динозаври, постапокаліптичний світ, історичні війни сучасні місці, штибу Перу або Аляски.
2 жовтня 2015 року з'явився запис у базі даних Steam про гру під назвою Far Cry Sigma, ця новина сколихнула як і фанатів, так і пресу. Через чотири дні Ubisoft провела презентацію свого нового проекту, хоч інформація про нього вже потрапила в інтернет через злив з IGN Turkey за декілька годин до офіційної презентації. Художніми керівниками нової гри стали Jean-Christophe Guyot, який вже працювати над деякими іграми із серії Prince of Persia, і Maxime Beland. 3 грудня 2015 року Beland повідомив, що Far Cry Primal буде такою ж великою, як і Far Cry 4.
Far Cry Primal вийде для PlayStation 4 і Xbox One 23 лютого 2016 року. Версія для Microsoft Windows 1 березня 2016 року. Гра також матиме дві додаткові редакції, колекційну і цифрову: Collector's Edition і Digital Apex Edition. Перша міститиме якісь матеріальні предмети: steelbook, книгу колекціонера, карту Ороса, оригінальний саундтрек і розмовник Wenja (видумана мова зі світу гри). У цифровій редакції будуть доступні додаткові місії та види зброї.
Для Far Cry: Primal рейтингове агентство ESRB виставило рейтинг MATURE (17+), що обґрунтували наявністю у грі сцен сексуального характеру, насильства, вбивства і тортур.
Компанія Ubisoft заявила, що планує використати для свого проекту антипіратську захисну систему Denuvo, яка вважається однією з найпотужніших систем безпеки на даний момент.

## Виноски
1. ↑  Humble Store
2. 1 2 3 4 5 6 7 8 9 10 11 12 13 14 15 16 17 18  Steam — 2003.
3. ↑  Epic Games Store — 2018.
4. 1 2  Mitch Dyer (6 жовтня 2015). Far Cry Primal Announced with 2016 Release Date (англ.). IGN. Архів оригіналу за 6 жовтня 2015. Процитовано 11 грудня 2015.
5. 1 2  Scammell, David (6 жовтня 2015). Far Cry Primal sends the series to the Stone Age in February 2016. VideoGamer.com. Архів оригіналу за 7 жовтня 2015. Процитовано 7 жовтня 2015.
6. 1 2  Scammell, David (4 грудня 2015). Far Cry Primal releases on PC one week after PS4 & Xbox One. VideoGamer.com. Архів оригіналу за 8 грудня 2015. Процитовано 4 грудня 2015.
7. ↑  «We decided to settle on the Mesolithic time period» Jean-Christophe Guyot, Far Cry Primal — Behind-the-Scenes Development Video [Архівовано 25 серпня 2017 у Wayback Machine.], IGN, 6 October, 2015.
8. 1 2  Dyer, Mitch (7 жовтня 2015). Far Cry Primal Announced With 2016 Release Date. IGN. Архів оригіналу за 6 жовтня 2015. Процитовано 7 жовтня 2015.
9. 1 2 3  Cork, Jeff (6 жовтня 2015). Far Cry's Creators Take The Series Back To The Stone Age. Game Informer. Архів оригіналу за 7 жовтня 2015. Процитовано 7 жовтня 2015.
10. ↑  Andy Chalk (6 жовтня 2015). Far Cry Primal officially unveiled, coming in early 2016 (англ.). PC Gamer. Архів оригіналу за 8 жовтня 2015. Процитовано 11 грудня 2015.
11. ↑  Frank, Allegra (6 жовтня 2015). Far Cry Primal revealed for 2016 release, watch the first trailer here. Polygon. Архів оригіналу за 7 жовтня 2015. Процитовано 7 жовтня 2015.
12. ↑  Hussain, Tamoor (6 жовтня 2015). Far Cry Primal Trailer, Release Date, Gameplay Details Officially Released. GameSpot. Архів оригіналу за 14 жовтня 2015. Процитовано 7 жовтня 2015.
13. ↑  Michael McWhertor (3 грудня 2015). Far Cry Primal's deadliest weapons are the predators you can tame (англ.). Polygon. Архів оригіналу за 23 лютого 2016. Процитовано 11 грудня 2015.
14. ↑  Ozzie Mejia (December 2015). Far Cry Primal preview: The Beasts Obey Me (англ.). Shacknews. Архів оригіналу за 11 січня 2016. Процитовано 11 грудня 2015.
15. ↑  Matthew Reynolds (7 жовтня 2015). Far Cry Primal: Everything you need to know about the prehistoric spin-off, from release date to trailers (англ.). Digital Spy. Архів оригіналу за 1 березня 2016. Процитовано 11 грудня 2015.
16. ↑  Graham Smith (October 6th, 2015). Far Cry Primal Info: Release Date, Screenshots, Trailers (англ.). Rock, Paper, Shotgun. Архів оригіналу за 31 січня 2016. Процитовано 11 грудня 2015.
17. ↑  Crossley, Rob (10 листопада 2014). Blood Dragon 2 Not Happening, Says Far Cry 4 Dev. GameSpot. Архів оригіналу за 5 жовтня 2015. Процитовано 7 жовтня 2015.
18. ↑  Phillips, Tom (5 січня 2015). Ubisoft polls public on future Far Cry settings. Eurogamer. Архів оригіналу за 7 жовтня 2015. Процитовано 7 жовтня 2015.
19. ↑  Savage, Phil (5 січня 2015). Ubisoft poll hints at future Far Cry settings. PC Gamer. Архів оригіналу за 7 жовтня 2015. Процитовано 7 жовтня 2015.
20. ↑  Perez, Daniel (2 жовтня 2015). Far Cry Sigma spotted on Steam Database; Could be Far Cry Remastered. Shacknews. Архів оригіналу за 5 грудня 2015. Процитовано 4 грудня 2015.
21. ↑  Makedonski137, Brett (6 жовтня 2015). Ubisoft has a mystery stream going to tease its next project. Destructoid. Архів оригіналу за 7 жовтня 2015. Процитовано 7 жовтня 2015.
22. ↑  Meer, Alec (6 жовтня 2015). Far Cry Primal Trailer: Fight Mammoths With Spears. Rock, Paper, Shotgun. Архів оригіналу за 6 жовтня 2015. Процитовано 7 жовтня 2015.
23. ↑  Kietzmann, Ludwig (7 жовтня 2015). Far Cry Primal ditches guns for prehistoric arms. GamesRadar. Архів оригіналу за 7 жовтня 2015. Процитовано 7 жовтня 2015.
24. ↑  Pereira, Chris (3 грудня 2015). Far Cry Primal Is as Big and as Long as Far Cry 4, Ubisoft Says. GameSpot. Архів оригіналу за 7 грудня 2015. Процитовано 4 грудня 2015.
25. ↑  Saed, Sherif (4 грудня 2015). Far Cry Primal gets two collector’s editions, PC release date pushed. VG 247. Архів оригіналу за 5 грудня 2015. Процитовано 5 грудня 2015.
26. ↑  Far Cry: Primal отримала рейтинг 17+ за сцени сексу і насильства / All Games / GME. gme.ru. Архів оригіналу за 15 лютого 2016. Процитовано 5 січня 2016.
27. ↑  Far Cry: Primal и Rise of the Tomb Raider невозможно будет взломать / All Games / GME. gme.ru. Архів оригіналу за 1 лютого 2016. Процитовано 25 січня 2016.